# Assemblée nationale prussienne
Vous lisez un « bon article » labellisé en 2015.
1re législature du 22 mai au 5 décembre 1848
Académie de chant de Berlin
L'assemblée nationale prussienne (Preußische Nationalversammlung en allemand) est la première assemblée élue du royaume de Prusse. Elle fut créée à la suite de la révolution de mars, qui avait pour objectif de mettre fin à la restauration politique, établir des libertés politiques ainsi que l'unité nationale. La tâche de l'assemblée était la rédaction d'une constitution pour le royaume, ce qui la rapprochait du parlement de Francfort, qui devait alors être en train d'effectuer de même à l'échelle nationale.
Elle fut mise en place au même moment que le gouvernement de mars dirigé par Ludolf Camphausen. Elle siégea du 22 mai 1848 à septembre de la même année à Berlin dans l'académie de chant derrière la Neue Wache. Une ébauche de constitution rédigée par le gouvernement sans concertation avec l'assemblée fut présentée lors de son ouverture. Rapidement, un débat sur la position à prendre vis-à-vis de la révolution eut lieu. Le 15 juin, la motion Waldeck, qui demandait le réexamen de la constitution proposée, fut acceptée. Ce vote de rejet provoqua la démission du gouvernement Camphausen. Un autre texte, dénommé charte Waldeck en référence à son rédacteur, fut alors présenté. Cependant la contre-révolution gagnait du terrain entre-temps. Ainsi l'assemblée dut déménager en septembre au  Preußisches Staatstheater Berlin (actuel Konzerthaus de Berlin) proche de la Gendarmenmarkt. Le 9 novembre 1848 le gouvernement déplaça de nouveau l'assemblée, cette fois vers Brandebourg-sur-la-Havel. Finalement elle fut dissoute par ordre royal le 5 décembre 1848. La constitution qui y fut écrite fut, certes, rejetée par le gouvernement, mais celle imposée par Frédéric-Guillaume IV de Prusse en décembre 1848 en reprit de nombreux articles.

## Contexte

### Vormärz

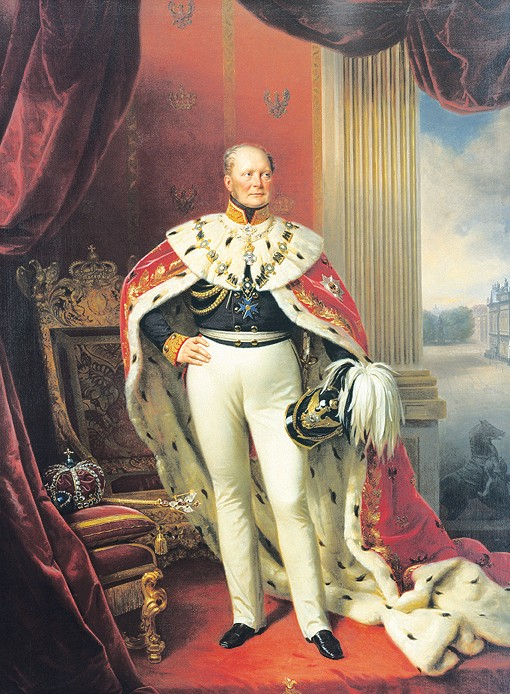
L'arrivée au pouvoir du roi Frédéric-Guillaume IV fit naître d'immenses espoirs, finalement déçus, parmi les libéraux.

Le royaume de Prusse entre 1815 et 1848.

La période du Vormärz (l'« avant-mars »), qui s'étend de 1815 à 1848, fut marquée par la restauration politique mise en place par la Sainte-Alliance et en particulier par le chancelier autrichien Metternich dans la Confédération germanique. Les décrets de Karlsbad avaient en particulier pour objectif de lutter contre la propagation des idées libérales et nationalistes grâce à des mesures de censure renforcées et la diminution de la liberté de la presse.
En Prusse, l'arrivée sur le trône de Frédéric-Guillaume IV en 1840 souleva d'immenses espoirs parmi les libéraux. Son penchant pour le romantisme était considéré avec sympathie, car garant de l'identité allemande, et un changement était attendu pour en finir avec la politique répressive de son père. Il convoqua certes des parlements provinciaux mais n'envisageait pas de créer une représentation nationale. En février 1847, le roi se vit néanmoins forcé de convoquer le parlement uni prussien afin de permettre la levée d'un emprunt pour financer une ligne de chemin de fer entre la Westphalie et le Brandebourg. L'assemblée se réunit à partir du 11 avril. Cependant celle-ci ne prenant pas la voie escomptée, Frédéric-Guillaume IV la dissolvait en juin de la même année.

### Révolution de mars
Après les révolutions en Italie début janvier 1848 et en France en février, les États allemands rejoignirent les soulèvements européens. Les révolutionnaires des États allemands aspiraient à l'établissement des libertés politiques ainsi qu'à l'unité nationale.
Sous la pression des événements révolutionnaires ayant lieu à Berlin depuis le 6 mars 1848, le roi Frédéric-Guillaume IV fit des concessions dans un premier temps. Il consentit à la mise en place d'un parlement, à introduire la liberté de la presse, à supprimer les barrières douanières et à réformer la Confédération germanique. Le 18 mars, après la lecture de la loi en question, deux tirs partirent des rangs de l'armée et dispersèrent des milliers de citoyens qui étaient réunis sur la place du château. Cela provoqua d'abord un mouvement de panique puis des combats sur les barricades et dans les rues de Berlin entre les révolutionnaires et l'armée régulière prussienne ; les rebelles réussirent dans un premier temps à l'emporter. Le 19 mars, les troupes furent retirées de Berlin sur l'ordre du roi. Ces combats eurent pour conséquence plusieurs centaines de morts et plus d'un millier de blessés, des deux côtés,,.

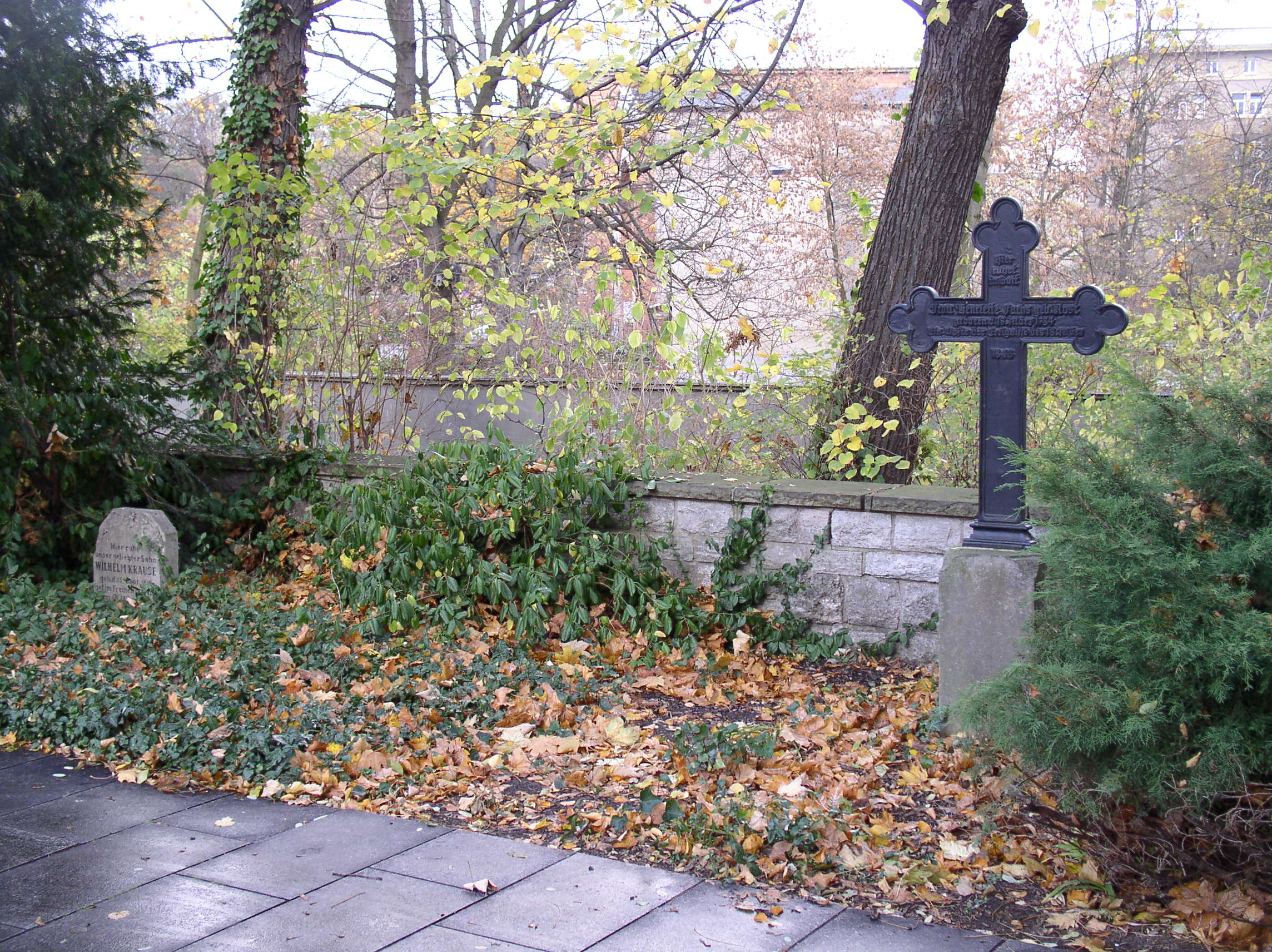
Le cimetière des victimes de mars, dans le quartier Berlin-Friedrichshain.

Au vu du nombre des victimes, le roi honora les révolutionnaires tués. Le 19 mars, il s'inclina devant les corps exposés des « victimes de mars », avant qu'ils ne soient enterrés le 22 mars au « cimetière des victimes de mars », et il se montra en public avec un bandeau aux couleurs de la révolution (noir, rouge et or). Cette manœuvre servit surtout à gagner du temps : en utilisant le vocabulaire des révolutionnaires et en allant dans leurs sens, il s'assurait de calmer une révolution aux conséquences incertaines.
Dans un appel à « Mon peuple et la nation allemande », il promit la dissolution de la Prusse dans l'Allemagne. Le 29 mars 1848, un ministère de mars libéral fut mis en place. Le 2 avril 1848, Frédéric-Guillaume convoqua pour la seconde fois le parlement uni.
Sur le plan national, le 5 mars 1848, les hommes politiques et députés formant l'opposition à la restauration se rassemblèrent à Heidelberg afin de se coordonner. Ils décidèrent de la création d'un pré-parlement qui devait décider du mode d'élection d'une assemblée devant donner une constitution à l'Allemagne. Celui-ci siégea du 31 mars au 3 avril à Francfort-sur-le-Main. Après des élections début mai, le parlement de Francfort fut ouvert le 18 mai 1848 dans l'église Saint-Paul.

## Élections et missions de l'assemblée

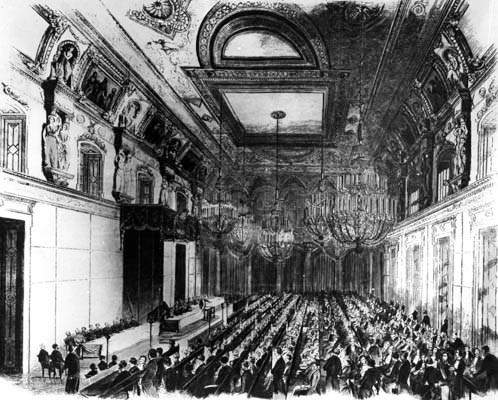
Ouverture du second parlement uni prussien en 1848.

Le but poursuivi par Frédéric-Guillaume IV et les membres du gouvernement de mars dirigé par Ludolf Camphausen en organisant des élections était de canaliser la révolution.
Le parlement uni prussien décida de former une assemblée nationale afin de donner à la Prusse une constitution et trouver un système d'élection. Georg von Vincke réussit à faire passer son amendement qui prévoyait que l'assemblée nationale devait avoir l'accord du roi pour mettre en place la constitution. La possibilité que le parlement soit seul responsable de la constitution fut donc directement exclue.
Les élections furent faites au suffrage universel masculin, égalitaire et indirect. Tous les hommes de 24 ans et plus et habitants depuis plus de six mois au même endroit et ne recevant pas d'assistance publique, c'est-à-dire n'étant pas dans la pauvreté, avaient le droit de vote. L'assiette électorale était donc particulièrement large, plus que dans les autres grands États allemands de l'époque. Les élections se déroulent le 1er mai 1848, en même temps que celles pour la constitution du parlement de Francfort. Les grands électeurs votèrent par la suite le 8 et 10 mai pour constituer le parlement, qui commença à siéger le 22.

## Composition de l'assemblée
| Membres de l'assemblée nationale de 1848 |        |
| Catégorie                                | Nombre |
| Fonctionnaires                           | 73     |
| Profession judiciaire (sans les avocats) | 87     |
| Enseignants                              | 26     |
| Fonctionnaires (au sens large) (total)   | 186    |
| Ecclésiastes                             | 51     |
| Profession libérale (dont avocats)       | 17     |
| Bourgeois (commerçants, industriels)     | 39     |
| Propriétaires terriens                   | 73     |
| Artisans                                 | 18     |
| Divers                                   | 11     |
| total                                    | 395    |

Les membres de l'assemblée nationale prussienne étaient assez différents de ceux du parlement de Francfort. Les professeurs et juristes étaient peu présents à Berlin, quant aux journalistes et écrivains ils étaient complètement absents. Par contre, les artisans et fermiers, au nombre de quarante-six, et les grands propriétaires terriens, au nombre de vingt-sept, étaient bien représentés. Il y avait également plus de juges. Comme à Francfort toutefois, la plupart étaient fonctionnaires, ce terme incluant les juges et les enseignants.
L'assemblée nationale prussienne était globalement moins sous l'influence de la bourgeoisie et plus sous celle des classes moyennes que celle de Francfort. Cela était en partie dû au fait que les hommes politiques renommés étaient envoyées principalement au parlement de Francfort. Les députés prussiens étaient en comparaison proches du peuple,.

## Constitution de groupes parlementaires

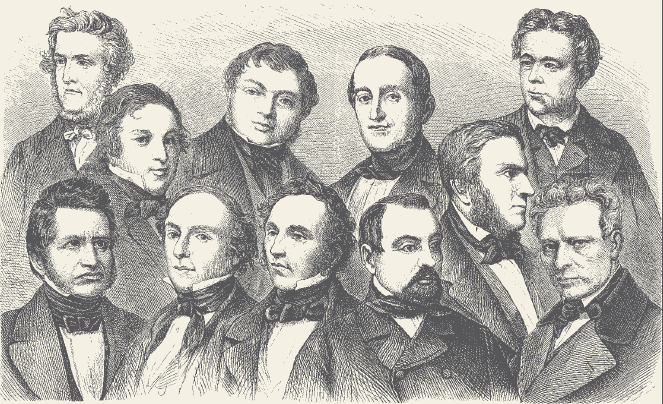
Députés du parlement uni prussien, de l'assemblée nationale prussienne et du parlement de Francfort

Comme à Francfort des groupes parlementaires se formèrent rapidement sans qu'on puisse réellement parler de partis. Le premier sujet de discorde concerne le fait que le jour de l'ouverture de l'assemblée nationale, les députés devaient se rendre à pied au château royal. Si les conservateurs et les libéraux n'y voyaient pas d'inconvénient, les démocrates y étaient formellement opposés. Ainsi Jodocus Temme déclara : « Les députés ont été élus en tant que représentants du peuple prussiens, et non en tant que serviteurs du monarque. Par respect pour son peuple et par extension pour ses représentants, il serait de bon ton que le Prince se déplace devant les représentants du peuple et non que ces derniers aillent à la cour,. »
Les factions n'étaient pas officielles et de plus mouvantes, il est donc difficile de les déterminer avec précision. L'assemblée nationale prussienne était globalement plus radicale et positionnée plus à gauche que son pendant de Francfort. Les conservateurs de l'entourage des frères Gerlach et de leur journal le Kreuzzeitung n'étaient pour ainsi dire pas présents. La droite était donc constituée d'ancien libéraux prussiens, soutenant la mise en place d'une monarchie constitutionnelle. Elle siégeait dans l'opposition durant la période de la Vormärz et au parlement uni prussien. Parmi eux on peut citer les bourgeois rhénans tel Camphausen et Hansemann, les junker et les catholiques de Westphalie comme Johann Friedrich Joseph Sommer. La fraction francfortoise la plus proche de ce groupe était la fraction Casino. Plus tard, la droite se scinda en deux avec la formation de la fraction Harkort qui garda cependant le même cap politique.
| Groupes parlementaires dans l'assemblée nationale de 1848 |                   |
| Nom                                                       | Nombre de membres |
| Droite                                                    | 120               |
| Fraction Harkort                                          | 30                |
| Centre-droit                                              | 40                |
| Centre-gauche                                             | 90                |
| Gauche                                                    | 120               |
| total                                                     | 400               |

Le centre-droit était constitué des libéraux-démocrates, défenseur du constitutionnalisme mais avec une forte composante parlementaire. Il était en cela proche de la Württemberger Hof de Francfort. Le centre gauche, semblable au Westendhall de Francfort, partageait des positions semblables à celle de la gauche et avait un rôle clé au parlement car uni à la gauche il permettait à celle-ci d'avoir la majorité.
La gauche était divisée en deux : une aile parlementaire et une aile républicaine plus radicale. La gauche prussienne était plus ouverte au compromis que celle de Francfort, qui était constituée du Deutscher Hof et du Donnersberg. Elle avait par ailleurs une influence plus grande qu'à Francfort, quand bien même elle perdait les votes cruciaux.
Les personnalités les plus influentes du parlement étaient probablement Benedikt Waldeck et Jodocus Temme, tous deux de gauche, qui décidaient souvent de l'issue des négociations. Seul Karl Rodbertus, meneur du centre-gauche, leur faisait parfois de l'ombre,,.

## Pétitions et influences extérieures

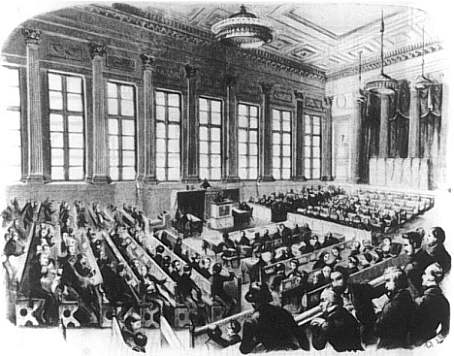
Assemblée constituante siégeant dans l'académie de chant en 1848, gravure sur bois.

Le parlement reçut de nombreuses pétitions : 6 000 de sa création à août 1848. Un comité les traitait spécialement, mais leur nombre fit qu'il était continuellement débordé. Parmi elles, les problèmes agricoles, majoritaires, représentaient par exemple en juin 1848 60 % des demandes. Les questions concernant l'école et l'Église suivaient, ainsi que celles portant sur le commerce, l'industrie et les impôts. La presse politique, des groupes d'intérêt avaient également une influence non négligeable sur le parlement.

## Débat sur la reconnaissance de la révolution
Dans les premières semaines, le parlement était surtout occupé avec des tâches de préparation comme son organisation et ses ordres du jour. La dernière séance du mois de mai marqua le début des véritables débats politiques et a été menée par Ludolf Camphausen. Il y demandait la confiance du parlement pour son gouvernement. Il réclamait également au roi que le gouvernement déménageasse du château de Berlin. Son objectif était de présenter le gouvernement comme lié au parlement plutôt qu'au souverain. Cela impliquait également que son maintien en place dépendrait du bon vouloir du parlement. Ce débat divisa les députés et attira la défiance du roi, qui avait peur de ne plus pouvoir s'adresser directement au parlement sans la permission du gouvernement. Les ministres se trouvaient ainsi pris entre deux fronts avec l'opposition parlementaire d'une part et le roi et sa Kamarilla de l'autre.

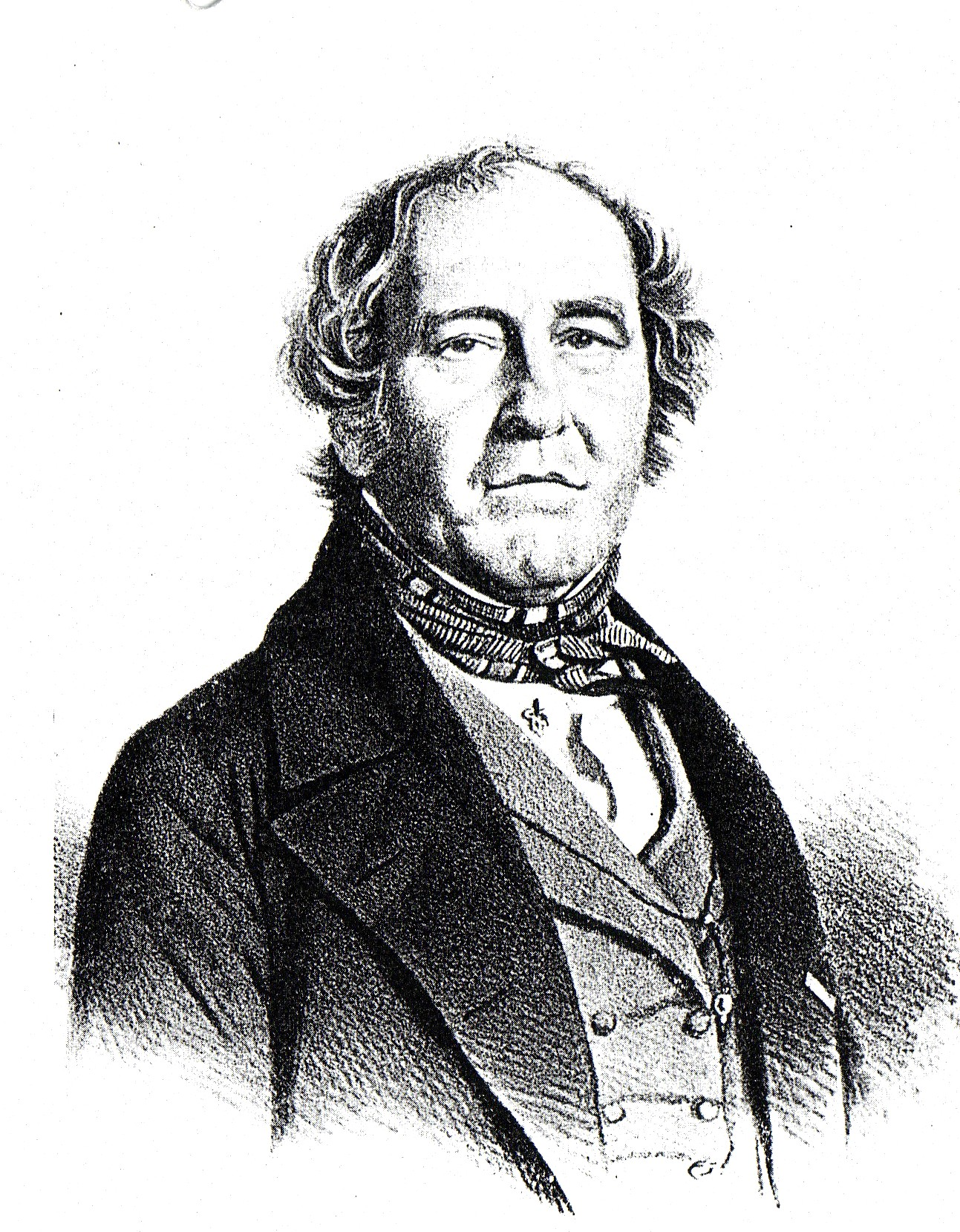
Johann Friedrich Joseph Sommer.

Le premier débat passionné au parlement fut déclenché par Julius Berends qui le 8 juin voulait reconnaître officiellement que les révolutionnaires du 18 et 19 mars avaient servi la patrie. Il s'agissait de mettre en valeur la révolution et de s'opposer au gouvernement qui se présentait toujours comme étant dans la continuité de l'avant-révolution. Cela revenait également à reconnaître le droit à la révolution et la souveraineté du peuple. Camphausen qui désignait la révolution du mot « événement » était fermement opposé à cette mesure. Il la considérait certes comme un élément déclencheur des changements, mais qu'elle ne pouvait à elle seule modifier profondément l'organisation de l'État. Quelques jours plus tard Sommer, député de droite, jeta de l'huile sur le feu en qualifiant la mesure de (petite) « Präöcupation » (lire préoccupation). Johann Jacoby tenta de jouer les médiateurs : déclarant que le débat ne tombait pas à point nommé d'une part, mais d'autre part que celui-ci étant ouvert et qu'il convenait de le clore avec une prise de décision claire. Il appela à la reconnaissance pour apaiser les révolutionnaires : « Pour la vérité, pour le calme dans le pays, nous devons prendre la décision de reconnaître la révolution et toutes ses conséquences, ». Pour trouver une sortie au conflit, Zachariä proposa de revenir à l'ordre du jour et de ne rien décider. Le vote de cette proposition fut approuvé par 196 voix pour, 177 étant contre. L'importante question de savoir si le parlement se trouvait dans la continuité de l'avant-révolution ou en était un produit avait donc été esquivée.

## Relation avec le parlement de Francfort
La question de la nature des relations liant l'assemblée nationale prussienne au parlement de Francfort était apparue très tôt avec la décision de ce dernier de créer le pouvoir central provisoire et un régent impérial sans avoir obtenu auparavant l'accord des différents souverains des États allemands. Le 7 juillet 1848 Johann Jacoby critiqua cette décision d'instituer un dirigeant de l'exécutif que le parlement de Francfort ne pouvait révoquer, tout en concédant que c'était dans les droits de cette assemblée. Le gouvernement Camphausen avait une position totalement inverse.

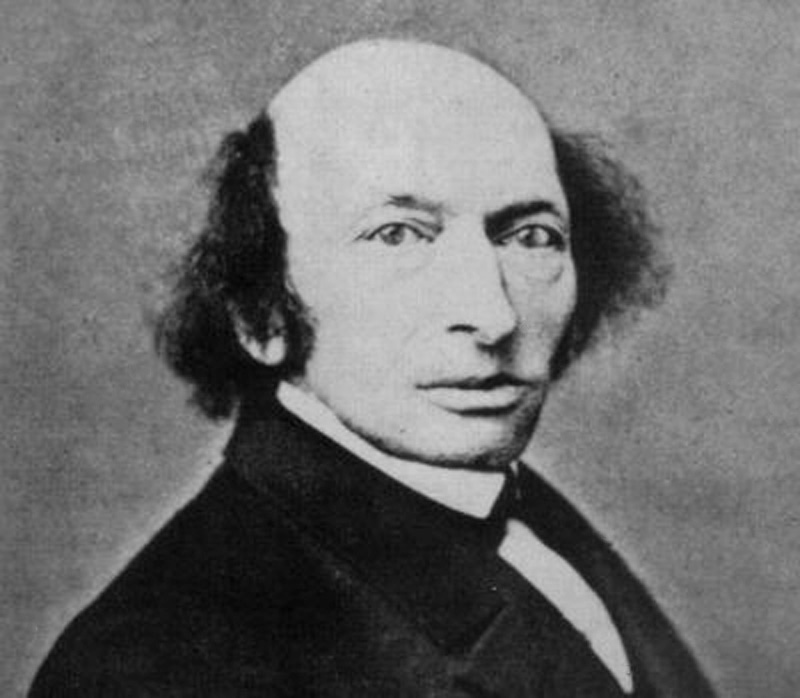
Johann Jacoby.

La droite et quelques démocrates comme Waldeck ou Jacoby étaient favorables à une Prusse meneuse en Allemagne et critiquaient le roi pour ses positions prudentes. Ils craignaient une hégémonie des Habsbourg en Allemagne. La gauche critiquait de son côté le fait que le régent, en l'occurrence l'archiduc Jean-Baptiste d'Autriche, ne pouvait être renvoyé par le parlement. Ils y voyaient l'instauration d'un empire héréditaire dirigé par les Habsbourg par des moyens détournés. Waldeck déclara ainsi : « L'épée, que nous avons si longtemps maniée de manière victorieuse pour l'Allemagne, nous voulons bien la remettre à l'assemblée nationale, voire à un chef de l'État allemand (...) Mais à un régent impérial, qui pourrait déclarer la guerre à des fins personnelles, à lui nous ne voulons lui confier l'épée de Frédéric le Grand, ». L'assemblée nationale prussienne ne partageait pas l'enthousiasme du parlement de Francfort pour la création d'un État-nation allemand. Ainsi lorsque le gouvernement prussien refusa que l'armée prussienne prête serment devant le régent impérial, comme demandé par le ministre de la Guerre du pouvoir central exécutif, le parlement émit une critique très modérée. Une autre preuve du peu de confiance qu'avaient les députés berlinois pour les « Francfortois » était que lorsque ces derniers déclarèrent l'état d'urgence à Francfort pour contenir les soulèvements de septembre, l'assemblée prussienne se montra très critique. Waldeck exigea également que le gouvernement central n'ait un droit d'ingérence dans les États allemands qu'après l'accord des parlements locaux. Le député prussien à Francfort, Jodocus Temme abonda dans le même sens en se demandant si l'on s'était battu pour la liberté pour la remettre dans les mains du parlement de Francfort,. Ce genre de déclarations envenima les relations entre les deux parlements.

## Chute du gouvernement de Camphausen

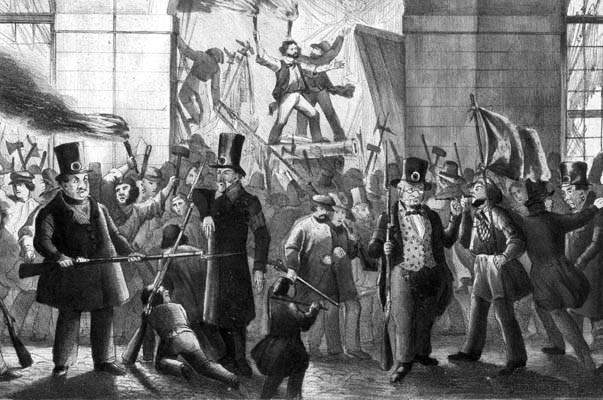
Caricature de l'époque : « Défense héroïque de l'arsenal ».

Le 14 juin, l'assaut de l'arsenal de Berlin mit en danger les séances de l'assemblée nationale prussienne. Le jour suivant, le commandant de la milice berlinoise dut concéder qu'il n'était pas en mesure d'assurer la protection de l'assemblée. Il renforça certes de quelques bataillons la défense de l'académie de chant, mais Camphausen était de l'avis que cela ne serait pas suffisant. Il devint donc question de faire intervenir l'armée, qui s'était retirée de la ville depuis les événements de mars. Au parlement, Leberecht Uhlich proposa de refuser l'aide de l'armée et de se placer sous la protection du peuple berlinois. Cette proposition fut facilement approuvée ce qui constitua un échec cinglant pour Camphausen. Presque au même moment, le gouvernement rencontra également des problèmes avec son projet de constitution : le roi, conservateur, l'avait en effet qualifié de « misérable bricolage ». Camphausen refusa la proposition de Waldeck de former une commission constitutionnelle, elle fut cependant approuvée par le parlement à 188 voix contre 142. La tentative du ministre-président pour se rallier les fractions du centre se solda également par un échec. Après que Hansemann eut présenté sa démission, Camphausen décida à son tour de se retirer. Son successeur fut Rudolf von Auerswald.

## Débat autour de la constitution et charte Waldeck
La tâche du parlement était à l'origine l'écriture d'une constitution en accord avec le roi. Une ébauche écrite par les libéraux du nouveau gouvernement de mars réussit à obtenir l'accord du roi avec plus ou moins de difficultés. On vit également l'ascension politique de David Hansemann. L'ébauche de constitution reprenait les grandes lignes de la constitution belge de 1831, qui était une des plus libérales et des plus modernes de l'époque. Les libéraux rhénans en avaient été particulièrement inspirés,,,.
Cette ébauche contenait la plupart des droits : égalité devant la loi, liberté personnelle, citoyenneté pour tous indépendamment de la religion, liberté de la presse légèrement restreinte, droit de pétition et secret des correspondances. Seul le droit de réunion restait fortement encadré. Le seul sujet de polémique était le pouvoir important accordé au roi. Il conservait en effet le droit de nommer le personnel de l'armée et de l'administration, d'éditer des décrets, décider en matière de guerre et surtout d'un droit de véto assez critiqué. Le système parlementaire bicaméral était également source de conflit. Il était également prévu que le roi, les militaires, les fonctionnaires prêtent serment sur la constitution. Le parlement devait être responsable du budget. Par ailleurs une immunité et des indemnités parlementaires devaient être mises en place.

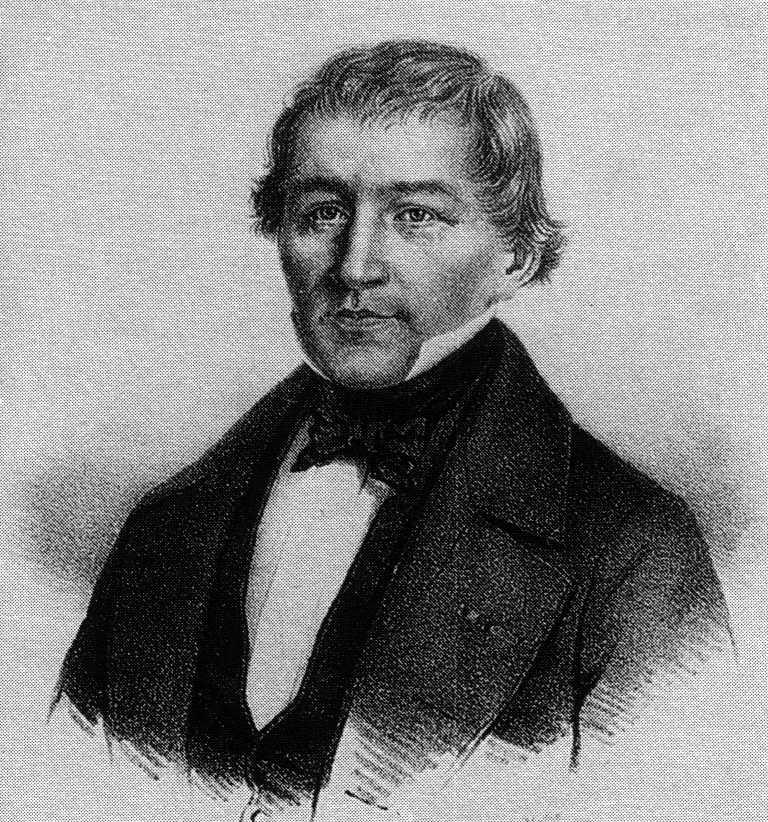
David Hansemann en 1848.

Si cette ébauche avait le potentiel de faire consensus, la majorité voulait également apporter quelques mises au point. La droite s'accrochait au principe de monarchie constitutionnelle et donc de consensus avec la couronne. L'assemblée décida sur le modèle du parlement de Francfort de proclamer la « souveraineté du peuple », marquant la rupture avec le passé qu'à provoquer la révolution de mars. Selon Sommer, député du centre-droit, il s'agissait là de la véritable pomme de discorde entre la droite et la gauche. Sommer dit à sa femme le 26 mai 1848 que Temme, von Kirchmann et Waldeck, lors des réunions du club constitutionnel pensaient que la révolution avait de droit mit fin à la monarchie et qu'elle n'était plus que tolérée jusqu'à la rédaction d'une constitution par le peuple. Pour lui il était indispensable de trancher : écrivait-on la constitution en accord avec le roi ou devait-elle être exclusivement le fruit de négociations entre partis,.
Les démocrates reprochaient notamment à l'ébauche de constitution du 22 mai 1848 rédigée par le roi, d'avoir été négociée directement avec le gouvernement, l'assemblée n'avait jamais pris part aux discussions. Ils décidèrent donc de proposer un autre texte, connue sous le nom de « Charte Waldeck ». Cependant, ils découvrirent que l'assemblée nationale prussienne était bien moins ancrée à gauche qu'ils ne le pensaient. Le vote du 16 octobre 1848 rejeta la proposition d'imposer la constitution sans l'accord du roi par 226 voix contre 110,,,.
La gauche ne parvint pas à convaincre l'assemblée d'adopter un système parlementaire monocaméral. À l'inverse elle remporta un succès en empêchant que la première chambre ne soit constituée exclusivement de membres de la noblesse. À la place la charte Waldeck mettait l'accent sur la profession des membres, elle prévoyait notamment que des représentants des communes prennent part au parlement. Une réforme concernant l'organisation administrative fut également votée, elle créa trois niveaux distincts : la commune, l'arrondissement et le district,,,,.
Les droits fondamentaux furent également élargis par rapport à ceux prévus dans l'ébauche de constitution proposée par le gouvernement. La liberté de la presse était ainsi bien moins restreinte. Par ailleurs, l'assemblée nationale décida sur proposition de Waldeck la création d'une sorte d'Habeas corpus,,,.

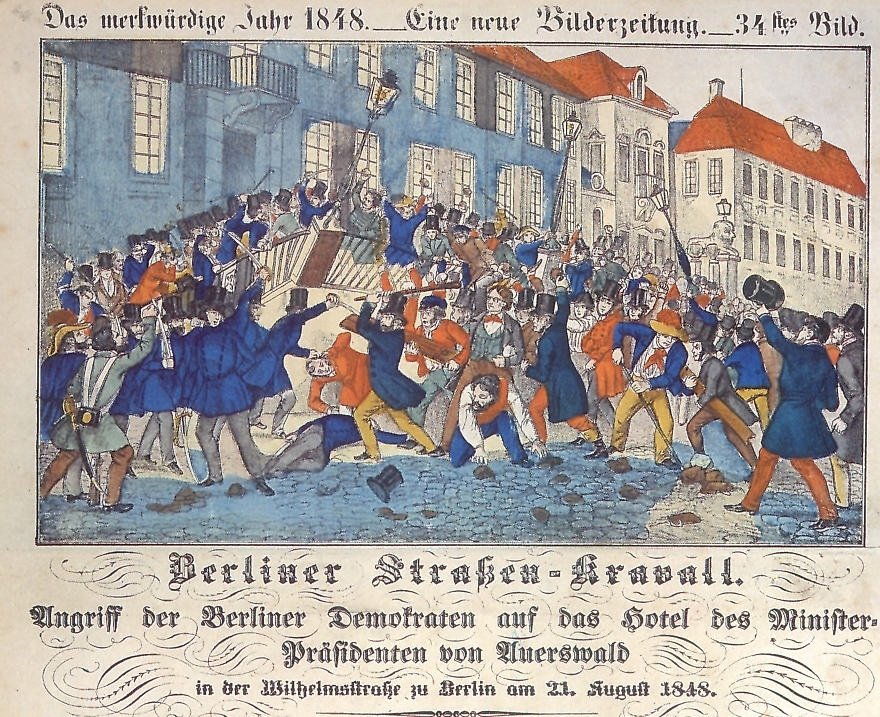
Émeute devant la résidence du ministre-président von Auerswald en août 1848.

Mais la principale différence entre les deux réformes concernait la structure du pouvoir. Ainsi au niveau des armées, à côté des troupes régulières et de la Landwehr la charte prévoyait la création d'une « armée du peuple ». Cependant ce point ne put être imposé par les démocrates face aux libéraux. Seule une loi sur une armée de citoyens, très allégée, fut votée par ces derniers. Le parlement voulait également avoir droit à la parole sur les questions de politique étrangère. Le véto absolu du monarque devait aussi être remplacé par un véto suspensif. Par ailleurs, de nombreux articles mettaient fin au système féodal et renforçaient le pouvoir de contrôle du parlement, en lui permettant de former des commissions d'enquête contre le gouvernement,,,.
La charte Waldeck s'attaquait donc directement aux pouvoirs royaux les plus fondamentaux. Cela eut pour effet inattendu de faire enfler l'agitation anti-révolutionnaire des milieux conservateurs et les incita à esquisser des plans de plus en plus précis de contre-révolution. Le roi était également de plus en plus irrité par les révolutionnaires : les pertes des privilèges de la noblesse et celle de la mention de « droit divin » étant les plus dures à accepter pour lui,,,.
La charte prévoyait enfin l'organisation d'élections égalitaires à bulletins secrets pour élire les deux chambres du parlement. Les juges devaient devenir « indépendants, soumis à la seule autorité de la loi », et le système judiciaire réformé dans son ensemble. Le budget était également du ressort du parlement,,,.

## La contre-révolution
La méfiance de l'assemblée nationale prussienne pour celle de Francfort venait aussi du fait que cette dernière avait peu réagi à la menace de contre-révolution qui se dessinait à Vienne quand la ville fut reprise par la violence,.

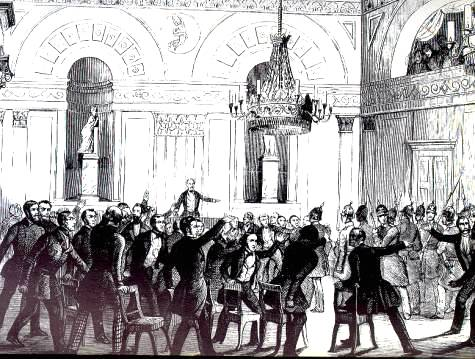
Dissolution de l'assemblée nationale.

À Berlin les débats sur la constitution suivaient leur cours à l'assemblée nationale, mais en même temps les choses s'accéléraient en dehors et commençaient à jouer un rôle important. Plus qu'à Francfort, son équivalent berlinois essaya de remettre en question la mainmise du roi sur l'armée. L'événement déclencheur de la contre-révolution fut une manifestation violemment réprimée à Schweidnitz. Sur proposition de Julius Stein, le parlement décida avec une large majorité de faire parvenir au ministre de la guerre un arrêté stipulant que tout officier s'en tienne à la constitution et leur interdisant tout mouvement réactionnaire. Les officiers dissidents devaient être démis de leur fonction,,.
Cette décision provoqua une violente polémique au sein du parlement, la droite et le centre-droit y étant fermement opposés. Le ministre de la guerre refusa de signer le décret, menant à sa perte le gouvernement de von Auerswald et Hansemann. Leurs démissions démontraient le pouvoir de décision parlementaire, mais renforçaient en même temps la contre-révolution. En septembre, le roi avait déjà planifié les opérations qui allaient se dérouler les mois suivants,,.
Le 12 octobre, le parlement supprima la mention « de droit divin » des attributs du roi, cela provoqua un fort gain d'influence de la Kamarilla menée par les frères Ernst et Ludwig Gerlach auprès du roi. Ils le poussaient à entamer le combat contre l'assemblée nationale. La démission du gouvernement donna l'occasion au roi de porter l'estocade : le 13 septembre il nomme le général von Wrangel au poste de commandant suprême afin de mener la contre-révolution. Le nouveau gouvernement mené par le général Ernst von Pfuel resta de son côté impuissant politiquement,.
Le mois d'octobre vit une recrudescence des émeutes à Berlin et en Prusse. Le 16, des combats de barricades éclatèrent dans la capitale entre ouvriers et artisans servant dans l'armée de citoyens. Un contre-parlement fut créé, le second congrès démocrate. Par ailleurs la nouvelle de la défaite de la révolution à Vienne arrivèrent à Berlin. La proposition de l'assemblée de soutenir les révolutionnaires autrichiens fut également un échec,.

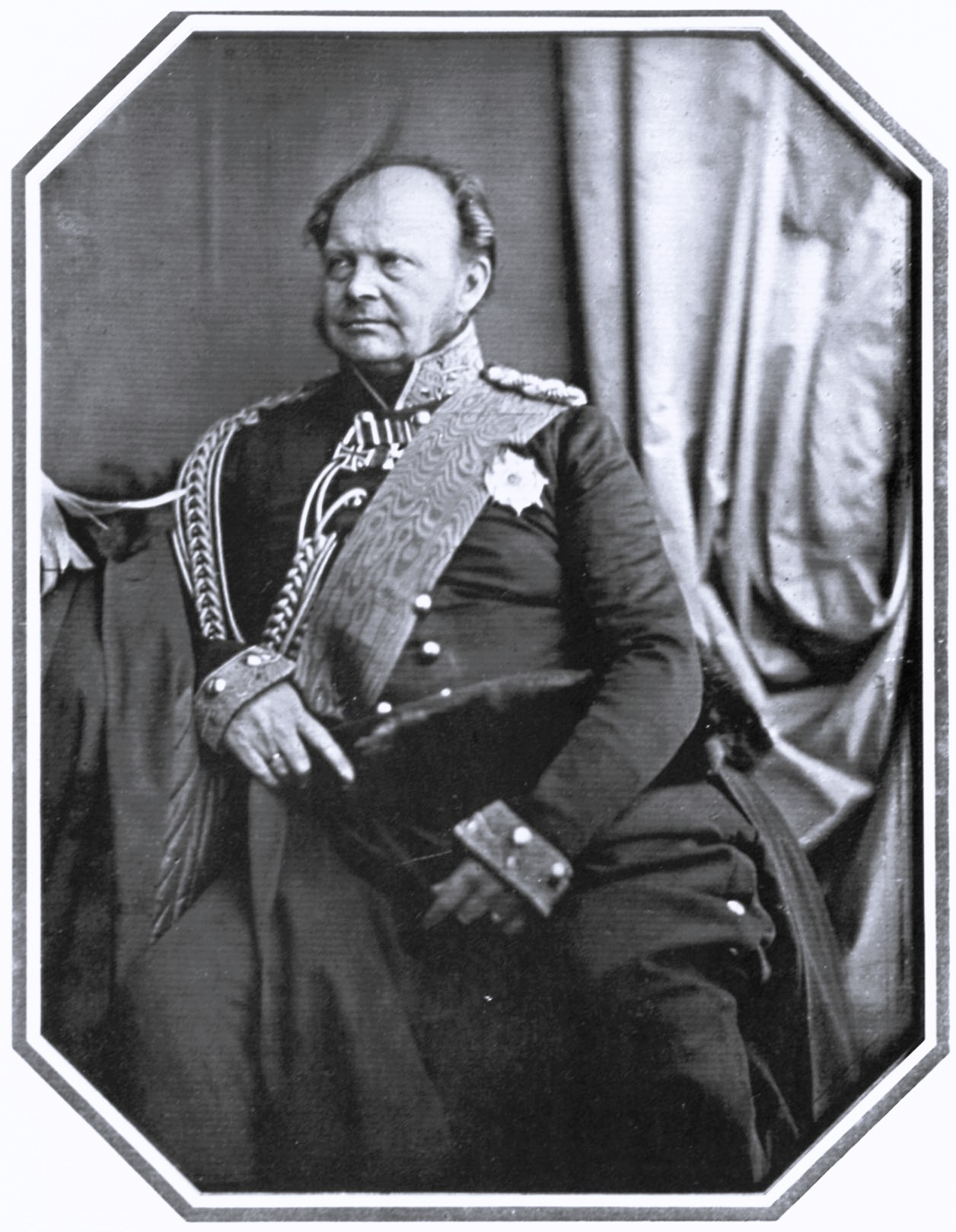
Frédéric-Guillaume IV en 1847.

Lors de cette phase décisive pour la survie de l'assemblée, celle-ci était très divisée sur l'attitude à adopter, notamment vis-à-vis des émeutiers tués dans le soulèvement. Sommer écrivit à sa femme que la gauche avait inhumé avec les honneurs les morts des deux camps dans une tombe financée par l'État et exigeait le soutien des familles des victimes toujours aux frais de la communauté. Waldeck aurait voulu la réconciliation du peuple. Sommer au contraire considérait que les ouvriers s'étaient livrés à des excès de violence, rappelant la période de la Terreur contre les « bons » citoyens,. Alors que la gauche pensait contrôler le parlement, ce type de déclaration montre que les libéraux de droite voulaient avant tout rétablir « le calme et l'ordre », en soutenant le roi et les militaires au besoin,.
Ces émeutes permettaient de légitimer la contre-révolution, ainsi le 1er novembre le roi nomma un nouveau gouvernement anti-révolutionnaire mené par le ministre-président von Brandenburg. Le 9 novembre, le siège du parlement fut déplacé dans la ville de Brandebourg. L'assemblée considérait cette décision comme illégale et poursuivit ses débats. Cependant la milice citoyenne refusa de protéger le parlement, celui-ci se retrouva dépourvu de force armée. Les députés décidèrent donc de commencer une résistance passive et appelèrent à la désobéissance civile. Ceci ouvrit la porte au gouvernement pour imposer l'état de siège et la loi martiale, dissoudre la milice citoyenne, interdire les partis et restreindre la liberté de la presse et de rassemblement. Finalement les militaires firent évacuer l'académie de chant, des députés comme Waldeck ne pouvaient alors plus que protester en vain : « Prenez vos baïonnettes et achevez nous! Celui qui quitte cette salle est un traître à la patrie »,,,.

## Dissolution du parlement et constitution
L'appel à la désobéissance civile ne fut suivi que par quelques domaines et villes, la plupart aspiraient alors au calme et à l'ordre. À Brandebourg, seul un parlement croupion siégea, la plupart des membres de la gauche ne voulant pas participer à cette farce. Les séances ne durèrent que quelques jours, le roi décidant le 5 décembre 1848 de manière unilatérale de donner une constitution à la Prusse et de dissoudre le parlement. Cette constitution « octroyée », reprenant les grandes lignes de la charte Waldeck, ne satisfit que les libéraux modérés. Le droit de vote universel et égalitaire fut donc retenu. Les articles concernant les décrets royaux démontraient clairement toutefois que des modifications avaient été apportées afin de renforcer le pouvoir royal. La constitution institua également un véto suspensif pour le souverain. Le caractère divin du roi était également rétabli. Les démocrates et Waldeck jugeaient cette constitution illégale et y étaient fermement opposés, alors que les conservateurs critiquèrent amèrement ce qu'ils considéraient comme une concession à l'esprit du temps, seuls les libéraux s'en accommodaient sans difficulté. Parmi le centre, l'espoir était qu'un monarque indépendant, dans un système constitutionnel, ait permis de mieux protéger l'ordre social établi qu'un système purement parlementaire,.

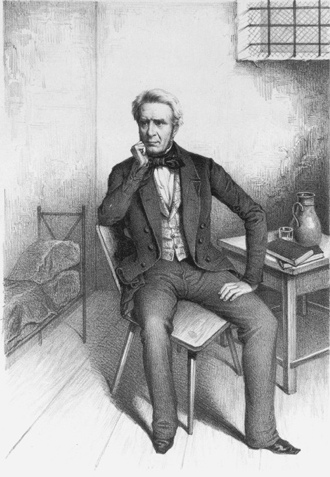
Franz Leo Benedikt Waldeck en prison à Kerker en 1849.

La manière de procéder du gouvernement, jugée illégale, fut mal perçue par la population. Les élections législatives de 1849 pour élire la nouvelle chambre des représentants de Prusse virent une forte progression de la gauche. Dans les provinces de l'ouest, où dominaient auparavant les libéraux modérés la tendance était lourde. Dans les provinces de l'est les libéraux furent forcés de s'allier aux conservateurs, ensemble ils représentaient 46 % des voix, les démocrates à eux seuls en réunissaient 44 %, le centre avec ses 8,5 % représentant la quatrième force,.
Cette chambre fut dissoute dès mai 1849 du fait qu'elle avait ratifié la constitution nationale promulguée par le parlement de Francfort. Le roi considéra en effet que ce faisant l'assemblée avait outrepassé ses fonctions. De nouvelles élections eurent donc lieu en juin. Le roi utilisant son droit de décret pour changer le système de vote universel par le système des trois classes : la population était divisée en trois catégories en fonction de leurs impôts, chaque catégorie recevait un tiers des représentants, l'influence des plus fortunés s'en trouvait démultipliée. Par réaction à cette décision la gauche démocratique ne prit pas part à ces élections, ni aux suivantes pendant l'ère réactionnaire. En Autriche, la constitution de 1849 promulguée par l'empereur avait été retirée à peine un an plus tard, au profit de l'absolutisme. En comparaison la Prusse avait gardé sa constitution et une monarchie constitutionnelle,.

## Présidents
Le tableau suivant liste les présidents de l'Assemblée nationale prussienne :
| Nom                       | Entrée en fonction | Fin de la fonction |
| ------------------------- | ------------------ | ------------------ |
| Theodor von Schön (doyen) | 22 mai 1848        | 26 mai 1848        |
| Karl August Milde,        | 26 mai 1848        | 25 juillet 1848    |
| Wilhelm Grabow            | 27 juillet 1848    | 26 octobre 1848    |
| Hans Victor von Unruh     | 28 octobre 1848    | mai 1849           |

### Citations originales
1. ↑  (de) « Friedhof der Märzgefallenen ».
2. ↑  (de) « Deutschlands Freiheit, Deutschlands Einigkeit ».
3. ↑  (de) « Repräsentanten des preußischen Volkes und nicht als Diener eines Monarchen gewählt seien. Es sei überall Recht des Volkes und daher parlamentarischer Brauch, dass der Fürst sich zu den Vertretern des Volkes in ihr Sitzungslokal begebe, nicht umgekehrt sie bei ihm zu Hofe kämen ».
4. ↑  (de) « Begebenheit ».
5. ↑  (de) « Um der Wahrheit willen, um der Ruhe des Landes willen, müssen wir dieser Partei entschieden entgegen treten: (…) durch volle Anerkennung der Revolution in allen ihren Folgen ».
6. ↑  (de) « Wir wollen das Schwert, das wir so lange siegreich für Deutschland geführt haben, gern in den Schoß der Nationalversammlung niederlegen, gern dem Zentraloberhaupt Deutschlands übergeben (…) Aber einem Reichsverweser, der für seinen Kopf den Krieg erklären könnte, dem wollen wir das Schwert Friedrich des Großen nicht anvertrauen ».
7. ↑  (de) « Wir haben die Freiheit, die wir erfochten, nicht erkämpft, um sie an ein Parlament in Frankfurt am Main wieder wegzuwerfen. »
8. ↑  (de) « elendes Machwerk ».
9. ↑  (de) « Temme, von Kirchmann und Waldeck hatten in den früheren Versammlungen des konstitutionellen Clubs [die etwas widersprüchliche zeitgenössische Bezeichnung der demokratischen Linken] die Ansicht verfochten, dass das Königtum durch die Revolution de jure erloschen, bis zur Vollendung der Verfassung vom Volke nur noch toleriert sei, erst durch die Verfassung vom Volke hergestellt werde. Diese Fahne griffen wir [die Rechten] auf, wir brachten die Frage zur Verhandlung, ob wir zur Vereinbarung einer Verfassung entsandt, wo also zwei selbstständige Parteien gegenüber stehen, mit eigenen Rechten, oder ob die Krone erst durch Einigung mit uns legal wieder Rechte erlange. »
10. ↑  (de) Gemeinde.
11. ↑  (de) Kreis.
12. ↑  (de) Bezirk.
13. ↑  (de) « unabhängig, keiner anderen Autorität als dem Gesetz unterworfen ».
14. ↑  (de) Oberkommandierenden.
15. ↑  (de) Bürgerwehr.
16. ↑  (de) Demokratenkongress.
17. ↑  (de) « Die Linke hatte feierliche Bestattung der Toten beider Parteien und ein Grab auf Staatskosten, ferner Unterstützung der Hinterbliebenen auf Staatskosten verlangt. Waldeck verlangte das in einer fulminanten Rede – in der er auf das erschreckliche Unglück, dass möglicherweise Wrangel hätte einrücken können, verwies, – als Beweis der Volksversöhnung. Sommer erhob sich mit einer fast mutigen Rede dagegen, indem er den bisherigen durch die ungerügten Excesse jener Arbeiter gegen die guten Bürger geübten Terrorismus beschrieb. »
18. ↑  (de) « Ruhe und Ordnung. »
19. ↑  (de) « Holen Sie ihre Bajonette und stechen Sie uns nieder! Ein Landesverräter, der diesen Saal verlässt. »
20. ↑  (de) « oktroyierte Verfassung. »